# محمدرضا زحمتکش
محمدرضا زحمتکش (زاده ۲۴ نوامبر ۱۹۸۰) بازیکن فوتسال اهل ایران است.